# NGC 4874
NGC 4874 es una galaxia elíptica gigante situada en la constelación de Coma Berenices visible con telescopios de aficionado. Es el segundo miembro más brillante del Cúmulo de Coma tras NGC 4889, y cómo ella más grande y brillante que M49 y M87 -las dos galaxias más brillantes del Cúmulo de Virgo.-
Al igual que NGC 4889, NGC 4874 es una galaxia de tipo cD, con un centro brillante y una vasta envoltura difusa a su alrededor que alcanza unas dimensiones de alrededor de 250.000 años luz (algo más pequeña que NGC 4889); sin embargo, es mucho más rica en cúmulos globulares que su vecina, con una población estimada de ellos de más de 30.000, lo que la convierte en la galaxia con más cúmulos globulares conocida, superando por mucho a M 87.